# Константинос Мурикис
Константинос Мурикис (грч. Κωνσταντίνος Μουρίκης; Атина, 11. јул 1988) грчки је ватерполиста. Освајач је сребрне медаље на Олимпијским играма у Токију 2020. године.

## Успеси
Олимпијакос
- Првенство Грчке: 2010/11, 2012/13, 2013/14, 2014/15, 2015/16, 2016/17, 2017/18, 2018/19, 2019/20, 2020/21.
- Куп Грчке: 2012/13, 2013/14, 2014/15, 2015/16, 2017/18, 2018/19, 2019/20, 2020/21.
- Суперкуп Грчке: 2018, 2019, 2020.